# Abbas Hassan
Abbas Hassan (en arabe : عباس حسن) est un footballeur suédo-libanais, né le 10 mai 1985 au Liban. Il évolue au poste de gardien de but.

## Palmarès
Vierge